# Miran Edgar Thompson
 (avril 2022).
Si vous disposez d'ouvrages ou d'articles de référence ou si vous connaissez des sites web de qualité traitant du thème abordé ici, merci de compléter l'article en donnant les références utiles à sa vérifiabilité et en les liant à la section « Notes et références ».
Pour les articles homonymes, voir Thompson.
Miran Edgar Thompson est un criminel américain ayant purgé une peine à la prison d'Alcatraz pour meurtre. Il a été exécuté à la suite d'une tentative d'évasion de la prison d'État de San Quentin, en Californie.

## Biographie

### Vie de voyou
Miran Edgar Thompson commet des vols à main armée au Nouveau-Mexique, au Colorado, au Kansas et en Oklahoma. Il est arrêté en tout huit fois et détenu dans de petites prisons, dont il s'échappe à chaque fois.
Tandis que Thompson et Elber Day cambriole un magasin, ils sont appréhendés par le détective Sauvage. Lors de leur fouille, l'arme de poing de Thomson, planquée dans son pantalon, n'est pas repérée. Thompson, en compagnie de son complice, tue par balle le détective tandis que ce dernier les transportait en prison. Dans sa fuite, Thompson kidnappe trois autres personnes avant d'être appréhendé une nouvelle fois.
Thompson est condamné pour enlèvement par les autorités fédérales et envoyé à la prison d'Alcatraz, située sur l'île éponyme de la baie de San Franscico.

### Séjour à Alcatraz
Alors qu'il est à Alcatraz, Thompson participe à une tentative d'évasion qui entraine la mort de Harold Stites et William Miller, du Bureau fédéral des prisons.